# ليكسي ميلارد
ليكسي ميلارد (بالإنجليزية: Alexandra Millard)‏ هي دراجة أمريكية، ولدت في 20 مايو 1993.

## وصلات خارجية
- ليكسي ميلارد على موقع الاتحاد الدولي للدراجات (الإنجليزية)
- ليكسي ميلارد على موقع إحصائيات الدراجات الإحترافية (الإنجليزية)